# 새뮤얼 피어스
새뮤얼 라일리 피어스 주니어(Samuel Riley Pierce Jr., 1922년 9월 8일 ~ 2000년 10월 31일)는 미국의 공화당 정치인이며 로널드 레이건 행정부 아래 1981년부터 1989년까지 주택도시개발부 장관을 지냈다. 

## 어린 시절
뉴욕주 글렌코브에서 태어난 피어스는 이글 스카우트이자 보이 스카우츠 오브 아메리카로부터 저명한 이글 스카우트 상의 수상자였다.  피어스는 알파 피 알파 (Alpha Phi Alpha) 사교 클럽과 알파 피 오메가 (Alpha Phi Omega) 봉사 형제회의 회원이었다.  그는 또한 코넬 대학교의 가장 오래된 선배 명예 사회인 스핑크스 우두머리 사회로 섬출되었다.  제2차 세계 대전이 일어난 동안 피어스는 미국 육군의 범죄 수사과에서 지냈다.  피어스는 1947년 코넬 대학교를 졸업하고 그 로스쿨로부터 법학 학위를 받았다.  1952년 그는 뉴욕 대학교 로스쿨로 부터 법학 석사 학위를 얻었다.

## 정치 경력
1953년부터 1955년까지 피어스는 뉴욕에서 차관보였다.  평생의 공화당원인 그는 드와이트 D. 아이젠하워가 대통령이었을 때 처음으로 정계 입문하였다.  그는 1955년 노동 차관에게 보조인이 되었다.  피어스는 넬슨 록펠러 뉴욕주지사에 의하여 뉴욕에서 재판관 (1959년 ~ 1960년)을 지내는 데 임명되었다.  1961년 피어스는 주요 뉴욕 법률 사무소의 첫 아프리카계 미국인 파트너 배틀 파울러의 파트너로 임명되어 리처드 닉슨의 대통령 재임 기간 동안 자신이 미국 재무부를 위하여 법률 고문이었던 1970년부터 1973년을 통한 것을 제외하고 1981년까지 거기에 있었다.  피어스는 뉴욕 타임스 대 설리번 스타일의 중요한 미국 수정 헌법 제1조 사례에서 마틴 루터 킹 주니어와 뉴욕 타임스를 대표하여 미국 대법원에서 논쟁하였다.  주요 뉴욕 법률 사무소에서 파트너가 되는 데 첫 아프리카계 미국인이 된 후, 피어스는 포춘 500 회사의 이사회에 지내러 갔다.
1981년 피어스는 로널드 레이건 대통령 아래 주택도시개발부 장관이 되었다.  피어스는 레이건의 단 한명의 아프리카계 미국인 각료이자 대통령으로서 레이건의 둘다 기간들을 통하여 자신의 직위에 지내는 데 단 한명의 각료였다.  6월 18일 워싱턴 D. C.에서 미국 시장 회의를 위한 점심 식사가 있던 동안 레이건 대통령은 유명한 "Hello, Mr. Mayor" 소감과 함께 피어스를 연단의 시장 중 한 명으로 착각하였다.  레이건 행정부 안에서 자신의 낮은 프로필 인식 때문에 그는 어쩌다 "침묵의 샘"으로 묘사되었다.  피어스의 재직 동안 주택도시개발부는 저소득 주택을 위한 세출이 절반 가까이 줄었고 모두 자금을 지원했으나 새로운 주택 건설을 위하여 끝났다.
조지 H. W. 부시가 대통령으로 취임 선서를 한 후, 피어스는 나가는 레이건 대통령을 보는 데 몇몇의 각료들 중의 하나였다.

## 정치 스캔들
자신의 직무를 떠난 후 그는 자신의 재직 동안 일어난 그릇된 관리, 학대 및 정치적 편애에 미국 의회와 미국 독립 변호사 사무소에 의하여 조사되었다.  이 조사들은 피어스의 청지기 직분 아래 주택도시개발부가 정치적 편애와 영향력 거래에 종사했다는 것을 찾아냈다.  연방 정부의 수백만 달러 돈이 그러한 보조금 및 지출을 관리하는 규칙을 위반한 것에 연결된 양당의 정치인들이 추구한 프로젝트로 주어졌다.  1990년대를 통하여 주택도시개발부에서 많은 피어스의 가까운 측근과 동료들 (토머스 디머리, 필립 윈, 조지프 스트라우스와 데버러 고어 딘)이 기소되어 피어스의 재직 동안 주택도시개발부에 퍼진 정치적 편애와 부적절한 지출에 관련된 중죄 혐의로 유죄 판결을 받았다.  피어스 자신은 기소되지 않았다.

## 사망
2000년 10월 31일 워싱턴 D. C. 외부에 있는 홀리 크로스 병원에서 78세의 나이에 사망하였다.